# Lilltjärnen (Arjeplogs socken, Lappland, 727968-160715)
Lilltjärnen är en sjö i Arjeplogs kommun i Lappland och ingår i Skellefteälvens huvudavrinningsområde.